# کیمورا شیگه‌ناری

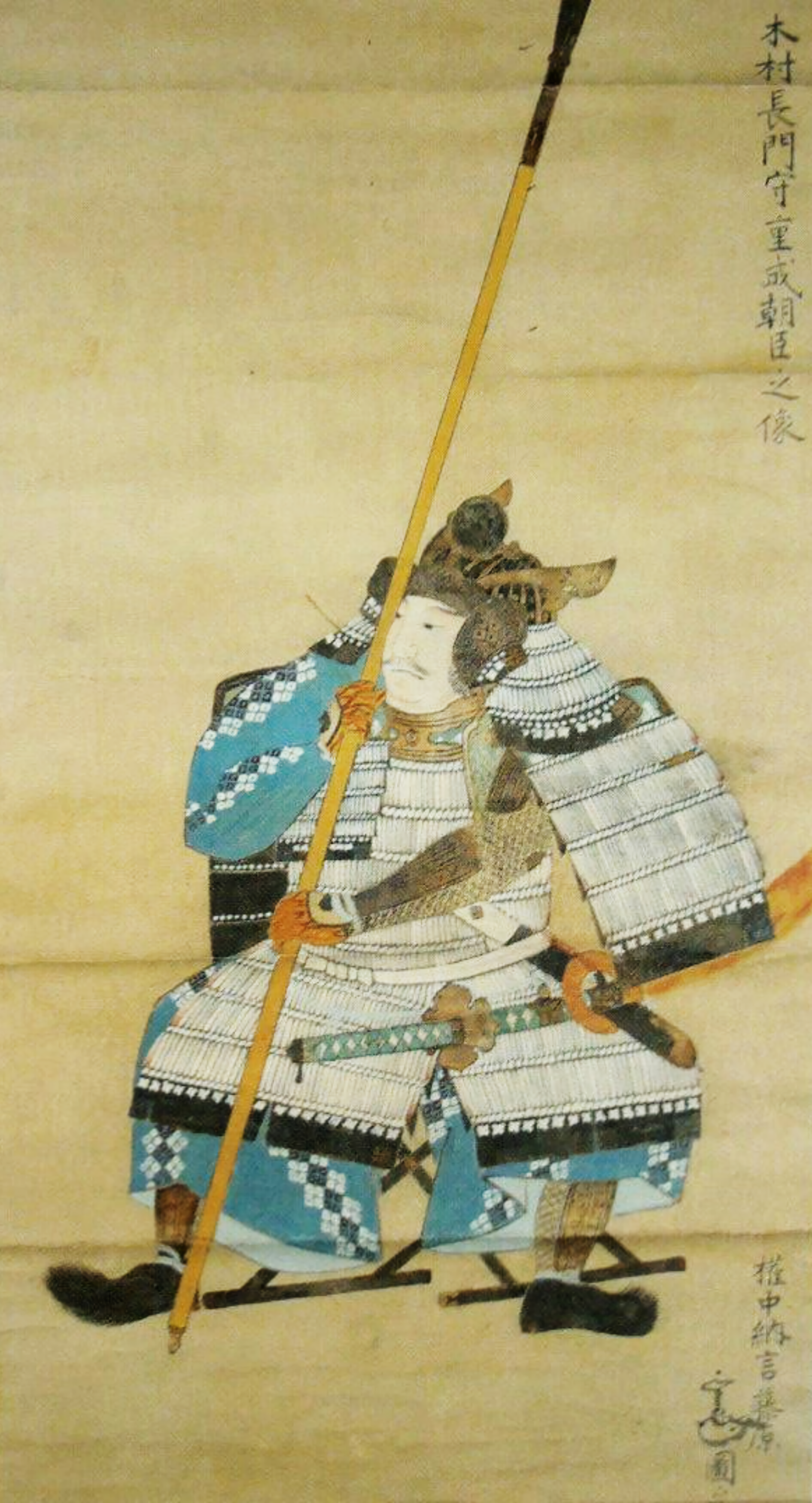
نقاشی از کیمورا شیگه‌ناری

کیمورا شیگه‌ناری (به ژاپنی: 木村 重成 Kimura Shigenari) (۱۵۹۳–۱۶۱۵ میلادی) یک سامورایی ژاپنی در خدمت تویوتومی هیده‌یوشی در دوره آزوچی–مومویاما و اوایل دوره ادو بود. او در محاصره اوساکا شرکت داشت.